# Pholidogaster pisciformis
Il folidogaster (Pholidogaster pisciformis) è un tetrapode estinto, appartenente ai colosteidi. Visse nel Carbonifero inferiore-medio (circa 336 - 326 milioni di anni fa) e i suoi resti fossili sono stati ritrovati in Scozia.

## Descrizione
Questo animale era di medie dimensioni e doveva raggiungere il metro di lunghezza. Possedeva un corpo allungato e sottile, così come la coda, e l'aspetto doveva ricordare vagamente quello di una grossa salamandra dalle zampe corte e gracili. La struttura del cinto scapolare era molto arretrata rispetto a quella di altri tetrapodi carboniferi; erano presenti scaglie nella zona del ventre (da qui il nome Pholidogaster, che significa "ventre dalle squame"). Le fauci erano ampie e dotate di grandi zanne nella parte anteriore, probabilmente usate per cacciare. L'articolazione della mandibola non è molto conosciuta, poiché entrambi i fossili noti di Pholidogaster non la conservano sufficientemente. 

## Classificazione
Pholidogaster pisciformis venne descritto per la prima volta da Thomas Huxley nel 1862, sulla base di un fossile incompleto rinvenuto nella zona di Gilmerton in Scozia, in terreni del Carbonifero inferiore.  
Storicamente Pholidogaster è molto importante perché fu uno dei primi "anfibi" carboniferi ad essere descritti e a testimoniare il passaggio dai pesci ai vertebrati terrestri, in un'epoca in cui ferveva il dibattito evoluzionistico. Oltre all'olotipo, alla specie P. pisciformis è stato in seguito attribuito un altro esemplare leggermente più antico, denominato in precedenza Otocratia modesta e attribuito inizialmente agli ittiostegali da Watson nel 1929. 
Pholidogaster, inizialmente ritenuto un antracosauro affine a Diplovertebron, è stato riclassificato nel 1975 da Panchen come un membro della famiglia Colosteidae, a causa della presenza di caratteristiche come il tipo di ornamentazione dermica, la sutura postparietale-sopratemporale, l'assenza di corna tabulari e alcuni dettagli dello scheletro postcranico. In particolare, molte caratteristiche richiamano l'analogo Greererpeton del Nordamerica (ad esempio le grandi zanne premascellari e l'assenza di incisura otica e di osso intertemporale). 

## Paleobiologia
Gli arti insolitamente brevi e il corpo allungato e sottile indicano che Pholidogaster era un animale legato a uno stile di vita acquatico, probabilmente abile nel nuoto. Le scaglie sul ventre indicano che questo animale era uso a colpire con la parte inferiore del corpo materiale duro, da cui si proteggeva. Le zanne acuminate e grandi lo denotano inoltre come un predatore.